# Karim Laghouag
Karim Laghouag, né le 4 août 1975 à Roubaix, est un cavalier français de concours complet d'équitation, champion olympique par équipes de cette discipline. Il a découvert l'équitation à l'âge de huit ans lors de vacances chez son oncle, Pierre Defrance, professeur d’équitation. Moniteur d'équitation de profession, il pratique le concours complet depuis les années 2000. 
Il s'est spécialisé dans les derby cross en intérieur, avec 9 victoires et plusieurs podiums, notamment avec son excellent cheval Punch de l'Esques. Depuis 2021, son cheval de tête est Triton Fontaine. 

## Biographie
Karim Florent Laghouag passe son enfance dans le Nord et débute l’équitation à l’âge de 8 ans, au cours de vacances passées chez son oncle Pierre Defrance, qui tient des écuries à Sandillon, dans le Loiret. Le jeune Karim se passionne et continue son apprentissage pour en faire son métier. 
Après avoir obtenu son BEES 1 en 1996, il travaille plusieurs années aux côtés de son oncle pour se former. Avec lui, il accède à l’équipe de France et obtient un titre au championnat du monde des chevaux de 6 ans au Lion d’Angers avec Histoire de la Triballe. 
En 2006, il participe à ses premiers Jeux équestres mondiaux à Aix-la-Chapelle, et réalise la meilleure performance française en se classant 10e avec Castello. Karim Florent Laghouag monte beaucoup de jeunes chevaux qui arrivent ensuite dans les équipes nationales de différents pays. 
En 2008, il ouvre une écurie en Ile-de-France avec sa compagne, Camille Laffite, fille de l'ancien pilote de Formule 1 Jacques Laffite et sœur de la présentatrice de télévision Margot Laffite. Grâce au soutien des propriétaires de ses chevaux, il poursuit sa carrière. Il aborde avec succès les CCI 4* et obtient, en 2013, une médaille de bronze au championnat d’Europe de Malmö en Suède avec Punch de l'Esques. En parallèle, il sort en compétition de saut d’obstacles avec de très bons résultats en Jeunes Chevaux et en CSI* et CSI 2*. En 2014, Karim s’installe dans ses propres écuries à Nogent-le-Rotrou, dans le Perche. Il continue d’étoffer son palmarès avec une écurie fournie, où les jeunes chevaux ont rattrapé les plus âgés, comme l’étalon Entebbe de Hus ou encore Qualson de l’Ehn.
Il est sacré champion olympique par équipes aux Jeux olympiques de Rio avec Entebbe de Hus.
Aux Jeux olympiques d'été de 2020 à Tokyo, il remporte sur Triton Fontaine la médaille de bronze en concours complet par équipes avec Christopher Six et Nicolas Touzaint.

### Participation aux Jeux olympiques de Paris 2024

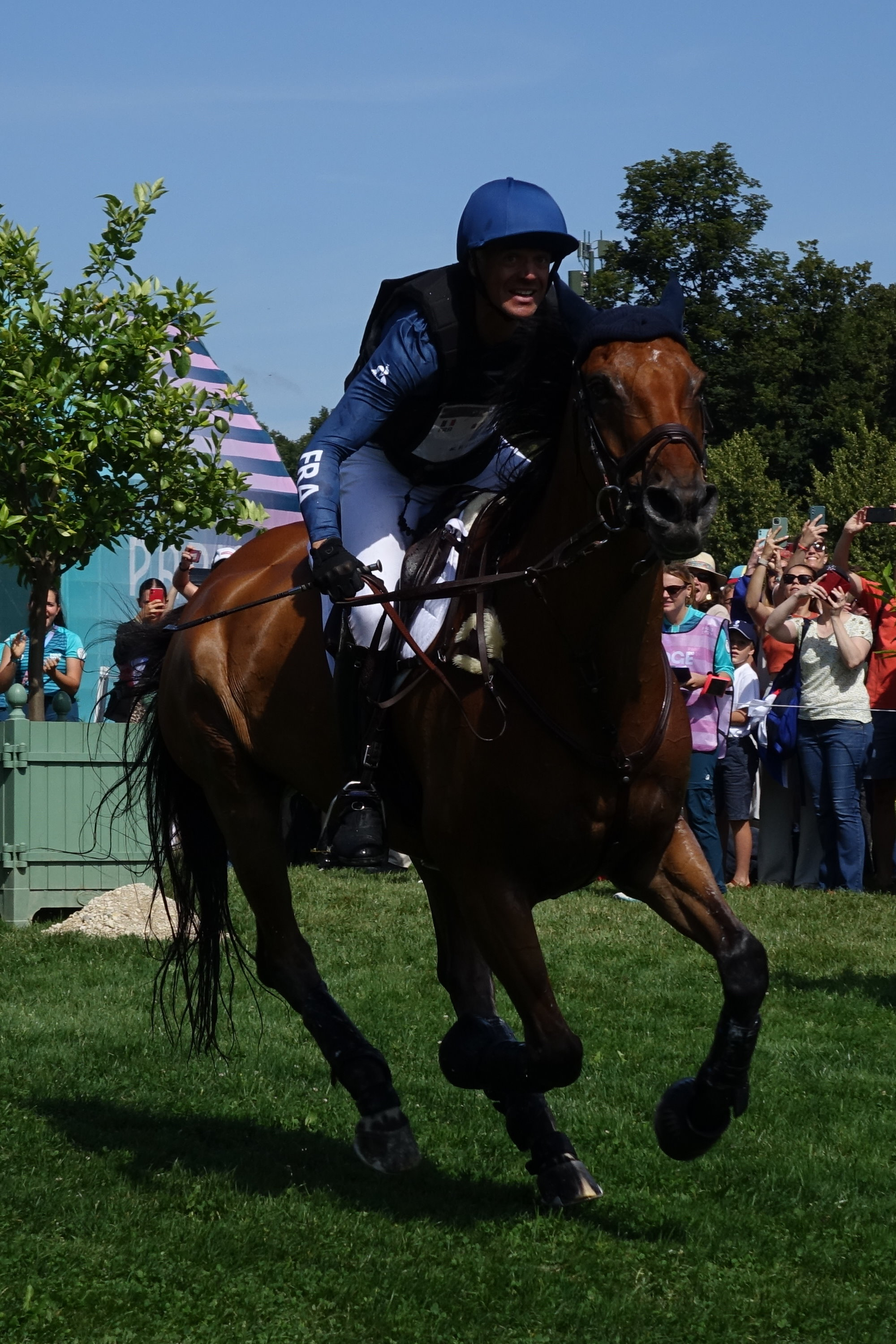
Karim Laghouag et Triton Fontaine pendant l'épreuve de cross des Jeux olympiques d'été de 2024.

Laghouag est sélectionné pour participer aux Jeux olympiques d'été de 2024 à Paris, alors que son cheval Triton Fontaine a 17 ans, ce qui est relativement âgé.
Le couple démarre la compétition le samedi 27 juillet, avec l'épreuve de dressage. Il s'agit du premier cavalier français à s'élancer sur le rectangle de dressage (en 15e position de tous les engagés), puisqu'il forme avec son cheval le couple le plus expérimenté des trois cavaliers français de complet. L'équipe de France est en troisième position derrière l'Allemagne et la Grande Bretagne.
Ils réalisent un excellent parcours sans fautes au cross le 28 juillet, Laghouag déclarant alors à la presse « Mon cheval c'était Pégase, il volait aujourd'hui »,. L'équipe de France passant en seconde position derrière la Grande Bretagne.
Ils participent le 29 juillet à la dernière épreuve, le saut d'obstacle, où ils conserveront leur seconde place : l'équipe de France de concours complet décroche ainsi la médaille d'argent.

## Palmarès
- 2001 : vainqueur du Championnat du monde des 6 ans au CCI* au Lion d'Angers avec Histoire de Triballe
- 2005 : vainqueur du Championnat de France des chevaux de 7 ans au CCI* à Dijon avec Kiutys
- 2006 : 10e en individuel des Jeux équestres mondiaux à Aix-la-Chapelle avec Castello
- 2009-2010 : participation aux Championnats de France des chevaux de 7 ans au CCI* à Dijon avec respectivement Chicago Van't Zonneveld et Punch de l'Esques
- 2010 : participation aux Jeux équestres mondiaux de Lexington avec Havenir d'Azac
- 2013 : médaillé de bronze par équipes aux championnats d’Europe de Malmö (SWE) avec Punch de l'Esques
- 2015 : médaillé de bronze par équipes aux championnats d’Europe de Blair Castle (GBR) avec Entebbe de Hus[9]
- 2016 : champion olympique par équipes aux Jeux olympiques de Rio avec Entebbe de Hus[9]
- 2021 : médaillé de bronze par équipes aux Jeux olympiques d'été de 2020 à Tokyo avec Triton Fontaine
- 2023 : médaillé de bronze par équipes aux championnats d’Europe du Haras du Pin (FRA) avec Triton Fontaine
- 2024 : médaille d'argent par équipes au concours complet aux Jeux olympiques de Paris, avec Triton Fontaine[10],[11].
- 2025 : vainqueur du derby cross au jumping international de Bordeaux, avec Dreams.

## Distinctions
- Chevalier de la Légion d'honneur le 1er décembre 2016[12]